# チェスター伯
チェスター伯爵（チェスターはくしゃく、英: Earl of Chester）は、イングランド王国、のちイギリス（連合王国）の伯爵位。

## 歴史
チェスターはイングランド西部の都市である。元々は土着の有力豪族が支配しており、11世紀半ば過ぎに伯爵領として独立した。12世紀には国王をしのぐほどの勢力を誇ったが、1237年に当主のハンティンドン伯ジョン・オブ・スコットランドが子なくして死すと、イングランド王ヘンリー3世領となる。4代オマール伯ウィリアム・ド・フォーツが一時支配権を主張したが領地替えで納得させ、1254年、エドワード王太子（後のエドワード1世）の所領となる（爵位なし）。1264年、第2次バロン戦争でエドワードが他の王族らと共に拘束されると、実権を掌握したシモン・ド・モンフォールがチェスター伯爵となったが、翌年に敗死。爵位も再び空位となった。
エドワード1世は外征を繰り返し行ったが、チェスターはウェールズ侵攻の足掛かりとして重宝された。1301年、王太子エドワード（後のエドワード2世）がウェールズ大公とともにチェスター伯爵となり、爵位が復活する。エドワード2世即位の後、1312年にエドワード王太子（後のエドワード3世）が叙爵されるとこれが慣例化し、以降、イングランド王太子（後に連合王国王太子）はウェールズ大公とチェスター伯爵をセットで名乗るようになる。1398年、リチャード2世の命によって一時独立して公国となったが、翌年新国王ヘンリー4世によって伯爵領に戻されている。以降、チェスター伯位は主に王位継承者が保持した。
その叙爵の経緯から、伯爵としては比較的高い権威を持っており、現在もチェスターには常任の紋章官（チェスター・ヘラルド・オブ・アームズ）が在任する。

## 一覧

### チェスター伯爵（1071年）
| 代数 | 受爵者                       | 画像 | 受爵期間          | 備考                                                  |
| ---- | ---------------------------- | ---- | ----------------- | ----------------------------------------------------- |
| 1    | ヒュー・ダヴランシュ         |      | 1071年 - 1101年   |                                                       |
| 2    | リチャード・ダヴランシュ     |      | 1107年 - 1120年   |                                                       |
| 3    | ラヌルフ・ル・メシン         |      | 1120年 - 1129年   |                                                       |
| 4    | ラヌルフ・ド・ガーノン       |      | 1129年 - 1153年   |                                                       |
| 5    | ヒュー・ド・ケヴェリオック   |      | 1153年 - 1181年   |                                                       |
| 6    | ラヌルフ・ド・ブロンドヴィル |      | 1181年 - 1232年   |                                                       |
| -    | マティルダ・オブ・チェスター |      | 1232年10月 - 11月 | 1か月で息子に爵位を譲る。一般的には代数に数えられない |
| 7    | ジョン・オブ・スコットランド |      | 1232年 - 1237年   |                                                       |

### チェスター伯爵（1264年）
| 代数 | 受爵者                   | 画像 | 受爵期間        | 備考       |
| ---- | ------------------------ | ---- | --------------- | ---------- |
| 1    | シモン・ド・モンフォール |      | 1264年 - 1265年 | 1265年剥奪 |

### チェスター伯爵（1301年）
| 代数 | 受爵者                 | 画像 | 受爵期間        | 備考                              |
| ---- | ---------------------- | ---- | --------------- | --------------------------------- |
| 1    | エドワード・アンジュー |      | 1301年 - 1307年 | のちイングランド王エドワード2世。 |

### チェスター伯爵（1312年）
| 代数 | 受爵者                 | 画像 | 受爵期間        | 備考                                           |
| ---- | ---------------------- | ---- | --------------- | ---------------------------------------------- |
| 1    | エドワード・アンジュー |      | 1312年 - 1327年 | 先代の長男。 のちイングランド王エドワード3世。 |

エドワード3世が即位した後、チェスター伯爵位を有する人物は全員プリンス・オブ・ウェールズの称号も有する。以降の一覧はプリンス・オブ・ウェールズ#プリンス・オブ・ウェールズ一覧のうちエドワード黒太子およびそれ以降の人物を参照。